# 3blue1brown
3blue1brown – kanał na YouTube poświęcony matematyce, prowadzony przez Granta Sandersona, którego celem jest przedstawienie pojęć matematycznych w sposób wizualny. 

## Historia
Twórca kanału, Sanderson, studiował matematykę na Uniwersytecie Stanforda (B.S. 2015). Po ukończeniu nauki wygrał konkursową rekrutację uzdolnionych twórców do stażu w Khan Academy, gdzie w latach 2015–2016 tworzył filmy edukacyjne, głównie w cyklu poświęconym rachunkowi różniczkowemu wielu zmiennych. Od ok. 2015 rozwijał hobbystycznie wolną i otwartą programistyczną bibliotekę do tworzenia wizualizacji matematycznych w języku Python, upublicznioną jako manim, przy pomocy której realizuje swoje filmy. Jak relacjonował w wywiadzie, usprawiedliwieniem dla tej pracy było ćwiczenie umiejętności programowania; dla motywacji przyjął sobie za cel przygotowanie jednego filmu edukacyjnego z użyciem nowej biblioteki. W 2016 zdecydował się odejść z zespołu Khan Academy i poświęcić w pełni produkcji własnych materiałów.

## Filmy
Od powstania kanał 3blue1brown opublikował sto kilkadziesiąt filmów, w tym mini-serie poświęcone algebrze liniowej, rachunkowi różniczkowemu i sieciom neuronowym oraz filmy poświęcone pandemii COVID-19. Współpracował z podobnymi twórcami, takimi jak MinutePhysics i Physics Girl, oraz wystąpił w podcaście NumberPhile.
Kolumnista opinii „The Guardian” opisał styl Sandersona jako „wspaniale intuicyjny” i wizualny; popularyzator nauki Ranga Yogeshwar wyraził przekonanie, że 3blue1brown demonstruje, że matematyka może być nauczana w atrakcyjny, przystępny i budzący entuzjazm sposób.
Filmy Sandersona stały się inspiracją dla artykułów popularnonaukowych m.in. w Delcie i Wired.